# Cicely Saunders
Cicely Saunders   (Hertfordshire i Chipping Barnet, 22 de juny de 1918 - Londres, 14 de juliol de 2005) va ser una infermera, metgessa, treballadora social i escriptora britànica, coneguda per haver desenvolupat el concepte de cures pal·liatives en la medicina moderna.
El 1945, Cicely prenia cura de pacients amb malalties terminals en diversos hospitals de Londres. Durant aquest temps, va cuidar d'un pacient moribund amb qui va establir una profunda amistat. En aquella època, els pacients terminals sovint rebien un alleujament inadequat del dolor. Junts, van considerar crear un lloc adequat per a les persones al final de les seves vides. Cicely va ser la primera a definir el concepte de "dolor total", que engloba el patiment físic, psicològic, social i espiritual d'un pacient. Per obtenir reconeixement per les seves idees dins de la professió mèdica, va començar a estudiar medicina i es va graduar el 1957. Aleshores va desenvolupar nous mètodes per al control del dolor, garantint un alleujament continu sense esperar que els símptomes tornin a aparèixer. El 1967, va obrir el St Christopher's Hospice a Londres, el primer centre que combinava l'atenció al pacient, la recerca clínica i la formació mèdica en el maneig del dolor i altres símptomes de la fase final de la vida. Va rebre nombroses distincions al llarg de la vida per la seva feina.

## Biografia

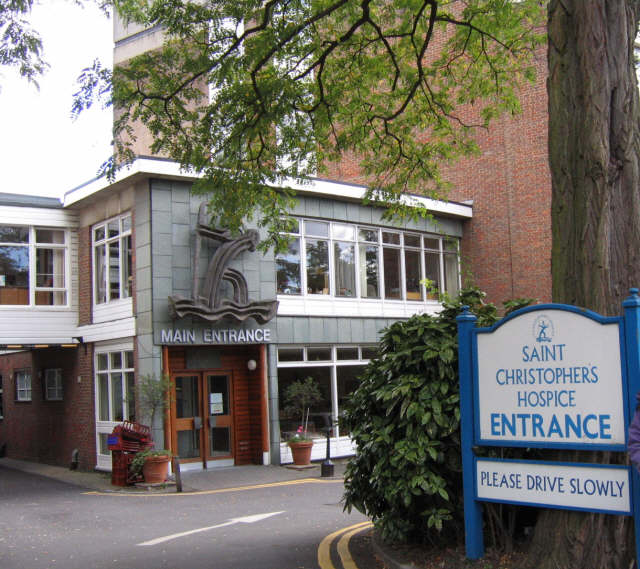
St Christopher's Hospice, Londres.

Cicely Saunders, filla gran de Philip Gordon Saunders, agrimensor i terratinent, i Mary Christian Knight, tenia dos germans menors, John Frederick Stacey Saunders i Christopher Gordon Strode Saunders.
Després de formar-se a la Roedean School (1932–1937), Saunders va començar a estudiar política, filosofia i economia al St Anne's College d'Oxford el 1938. Durant la segona guerra mundial, va decidir convertir-se en infermera i es va formar a l'Escola d'Infermeria Nightingale de l'Hospital St Thomas de 1940 a 1944. Després d'una lesió a l'esquena, va tornar al St Anne's College el 1944, on es va graduar amb una llicenciatura el 1945 i finalment es va formar com a metgessa a la Facultat de Medicina de l'Hospital St Thomas (ara fusionada per formar la King's College London GKT School of Medical Education) on es va graduar el 1957.
És coneguda per haver desenvolupat el concepte de cures pal·liatives en la medicina moderna i per haver fundat el primer hospital especialitzat, el St Christopher's Hospice, Londres (1967).

## Distincions
- 1965 Orde del Mèrit (Regne Unit) (OM)
- 1979 Orde de l'Imperi Britànic (DBE)
- Col·legi Reial de Cirurgians d'Anglaterra (FRCS)
- Collège royal de médecine(FRCP)
- Royal College of Nursing (FRCN)